# Temporada 2014 del fútbol colombiano
La Temporada 2014 del fútbol colombiano abarca todas las actividades relativas a campeonatos de fútbol profesional, nacionales e internacionales, disputados por clubes colombianos, y por las selecciones nacionales de este país en sus diversas categorías.

## Torneos locales

### Categoría Primera A

#### Torneo Apertura
- Final.

| Fecha                                                                  | Ciudad       | Equipo local      | Resultado | Equipo visitante  |
| ---------------------------------------------------------------------- | ------------ | ----------------- | --------- | ----------------- |
| 18 de mayo                                                             | Barranquilla | Junior            | 1 : 0     | Atlético Nacional |
| 21 de mayo                                                             | Medellín     | Atlético Nacional | 2 : 1     | Junior            |
| Atlético Nacional se coronó campeón en tiros desde el punto penal 4-2. |              |                   |           |                   |

| Campeón Atlético Nacional Decimocuarto título |

#### Torneo Finalización
- Final.

| Fecha                                                     | Ciudad   | Equipo local           | Resultado | Equipo visitante       |
| --------------------------------------------------------- | -------- | ---------------------- | --------- | ---------------------- |
| 17 de diciembre                                           | Medellín | Independiente Medellín | 1 : 2     | Santa Fe               |
| 21 de diciembre                                           | Bogotá   | Santa Fe               | 1 : 1     | Independiente Medellín |
| Santa Fe se coronó campeón con un marcador global de 3:2. |          |                        |           |                        |

| Campeón Santa Fe Octavo título |

#### Tabla de reclasificación
En esta tabla se tienen en cuenta todos los partidos del año. Además de los campeones de los torneos Apertura y Finalización, el equipo con mejor puntaje de esta tabla, clasificarán a la Copa Libertadores 2015 como Colombia 1, Colombia 2 y Colombia 3, respectivamente. Asimismo, el segundo y el tercer mejor puntaje de esta tabla (no clasificados a la Copa Libertadores), tendrán un cupo a la Copa Sudamericana 2015 —como Colombia 3 y Colombia 4— mientras que los otros cupos que se darán serán para el campeón de la Copa Colombia 2014 (Colombia 1) y el ganador de la Superliga de Colombia 2015 (Colombia 2).

Nota: En caso de que haya un mismo campeón en los torneos Apertura y Finalización, a la Copa Libertadores irán los dos mejores en la reclasificación. De otra forma, si uno de los campeones del torneo Apertura y Finalización ya está clasificado a la Copa Sudamericana como campeón de Copa Colombia y a la vez gana la Superliga de Colombia, el cupo a la Copa Sudamericana que da la Superliga lo tomará el mejor posicionado en la tabla de reclasificación que no haya clasificado a la Copa Libertadores.
| Pos. | Equipos                | PJ | PG | PE | PP | GF | GC | Dif. | Pts. |
| ---- | ---------------------- | -- | -- | -- | -- | -- | -- | ---- | ---- |
| 1.   | Santa Fe (F)           | 48 | 23 | 12 | 13 | 65 | 42 | 23   | 82   |
| 2.   | Atlético Nacional (A)  | 48 | 24 | 9  | 15 | 75 | 45 | 30   | 81   |
| 3.   | Once Caldas            | 44 | 17 | 15 | 12 | 58 | 45 | 13   | 66   |
| 4.   | Águilas Pereira        | 44 | 18 | 11 | 15 | 57 | 58 | -1   | 65   |
| 5.   | Junior                 | 42 | 18 | 10 | 14 | 44 | 41 | 3    | 64   |
| 6.   | Independiente Medellín | 44 | 17 | 12 | 15 | 68 | 63 | 5    | 63   |
| 7.   | Millonarios            | 40 | 16 | 11 | 13 | 51 | 44 | 7    | 59   |
| 8.   | Atlético Huila         | 42 | 15 | 12 | 15 | 56 | 50 | 6    | 57   |
| 9.   | Deportivo Cali (SL)    | 42 | 15 | 10 | 17 | 53 | 60 | -7   | 55   |
| 10.  | Alianza Petrolera      | 36 | 15 | 9  | 12 | 40 | 44 | -4   | 54   |
| 11.  | Deportes Tolima (CC)   | 42 | 12 | 14 | 16 | 51 | 64 | -13  | 50   |
| 12.  | Envigado F. C.         | 38 | 14 | 6  | 18 | 47 | 50 | -3   | 48   |
| 13.  | Boyacá Chicó           | 36 | 12 | 11 | 13 | 42 | 38 | 4    | 47   |
| 14.  | Patriotas              | 36 | 12 | 9  | 15 | 39 | 54 | -15  | 45   |
| 15.  | La Equidad             | 38 | 10 | 12 | 16 | 34 | 50 | -16  | 42   |
| 16.  | Deportivo Pasto        | 36 | 7  | 17 | 12 | 43 | 49 | -6   | 38   |
| 17.  | Fortaleza              | 36 | 8  | 14 | 14 | 39 | 47 | -8   | 38   |
| 18.  | Uniautónoma            | 36 | 8  | 11 | 17 | 35 | 53 | -18  | 35   |

Fuente: Web oficial de Dimayor
|  | Clasificado a la Segunda fase de Copa Libertadores 2015 y a la Primera fase de Copa Sudamericana 2015. |
|  | Clasificado a la Segunda fase de Copa Libertadores 2015.                                               |
|  | Clasificado a la Primera fase de la Copa Libertadores 2015.                                            |
|  | Clasificado a la Primera fase de la Copa Sudamericana 2015.                                            |

| (CC) Campeón de la Copa Colombia 2014.         |
| (A) Campeón del Torneo Apertura 2014.          |
| (F) Campeón del Torneo Finalización 2014.      |
| (SL) Campeón de la Superliga de Colombia 2014. |

##### Representantes en competición internacional
| Clasificado como | Copa Libertadores 2015 | Copa Sudamericana 2015 |
| ---------------- | ---------------------- | ---------------------- |
| Colombia 1       | Atlético Nacional      | Deportes Tolima        |
| Colombia 2       | Santa Fe               | Santa Fe               |
| Colombia 3       | Once Caldas            | Águilas Pereira        |
| Colombia 4       |                        | Junior                 |

#### Tabla del descenso
Los ascensos y descensos en el fútbol colombiano se definen por la Tabla de descenso, la cual promedia las campañas: 2012-I, 2012-II, 2013-I, 2013-II, 2014-I y 2014-II,. Los puntos de la tabla se obtienen de la división del puntaje total entre partidos jugados, únicamente en la fase de todos contra todos.
El último  en dicha tabla descenderá a la Categoría Primera B dándole el ascenso directo al campeón de la segunda categoría. Por su parte el equipo que ocupe el penúltimo lugar ( en la Tabla de descenso, disputará la serie de Promoción ante el subcampeón de la Primera B en partidos de ida y vuelta.
Cabe recordar que en la tabla de descenso no cuentan los partidos por los cuartos de final, la semifinal ni la final del campeonato, únicamente los de la fase todos contra todos.
| Pos. | Equipos                | PJ  | GF   | GC  | Dif. | Pts. | Prom. |
| ---- | ---------------------- | --- | ---- | --- | ---- | ---- | ----- |
| 18.  | Fortaleza F. C. (D)    | 108 | 115. | 151 | -36  | 112  | 1.037 |
| 17.  | Uniautónoma (P)        | 108 | 96   | 141 | -45  | 113  | 1.046 |
| 16.  | Patriotas              | 108 | 100  | 142 | -42  | 123  | 1.138 |
| 15.  | Atlético Huila         | 108 | 126  | 145 | -19  | 127  | 1.175 |
| 14.  | Boyacá Chicó           | 108 | 135  | 142 | -7   | 130  | 1.203 |
| 13.  | Envigado F. C.         | 108 | 115  | 133 | -18  | 131  | 1.212 |
| 12.  | Alianza Petrolera      | 108 | 123  | 157 | -34  | 133  | 1.231 |
| 11.  | Independiente Medellín | 108 | 137  | 131 | 6    | 141  | 1.305 |
| 10.  | Deportivo Pasto        | 108 | 131  | 132 | -1   | 143  | 1.324 |
| 9.   | Once Caldas            | 108 | 139  | 121 | 18   | 146  | 1.351 |
| 8.   | La Equidad             | 108 | 118  | 117 | 1    | 147  | 1.361 |
| 7.   | Deportivo Cali         | 108 | 134  | 121 | 13   | 154  | 1.425 |
| 6.   | Deportes Tolima        | 108 | 146  | 134 | 12   | 160  | 1.481 |
| 5.   | Junior                 | 108 | 147  | 124 | 23   | 164  | 1.518 |
| 4.   | Millonarios            | 108 | 150  | 111 | 39   | 169  | 1.564 |
| 3.   | Santa Fe               | 108 | 151  | 112 | 39   | 174  | 1.611 |
| 2.   | Águilas Doradas        | 108 | 139  | 111 | 28   | 176  | 1.629 |
| 1.   | Atlético Nacional      | 108 | 170  | 102 | 68   | 184  | 1.703 |

Fuente: Web oficial de Dimayor
| (P) | Disputó y ganó la serie de promoción.                     |
| (D) | Descenso a la Categoría Primera B para la temporada 2015. |

##### Cambios de categoría
|  | Fortaleza F. C. |

|  | Jaguares Cúcuta Deportivo Cortuluá |

Nota: Ascendieron tres equipos y descendió uno, con el objetivo de completar el cupo de veinte equipos en la Primera A. Además, se realizaron Cuadrangulares de Ascenso en enero de 2015 para definir los dos equipos que ascendieron para completar los veinte equipos. Los ascendidos fueron Cúcuta Deportivo y Cortuluá; Jaguares fue campeón de la Primera B.

### Categoría Primera B

#### Final del año
| Fecha                                                     | Ciudad   | Equipo local        | Resultado | Equipo visitante    |
| --------------------------------------------------------- | -------- | ------------------- | --------- | ------------------- |
| 9 de diciembre                                            | Armenia  | Deportes Quindío    | 2 : 0     | Jaguares de Córdoba |
| 14 de diciembre                                           | Montería | Jaguares de Córdoba | 3 : 0     | Deportes Quindío    |
| Jaguares se coronó campeón con un marcador global de 3:2. |          |                     |           |                     |

| Colombia                                                          |
| Campeón Jaguares Primer título Ascendido a la Categoría Primera A |

#### Serie de promoción
| Fecha                                                         | Ciudad       | Equipo local     | Resultado | Equipo visitante |
| ------------------------------------------------------------- | ------------ | ---------------- | --------- | ---------------- |
| 17 de diciembre                                               | Armenia      | Deportes Quindío | 0 : 0     | Uniautónoma      |
| 20 de diciembre                                               | Barranquilla | Uniautónoma      | 2 : 0     | Deportes Quindío |
| Uniautónoma permanece en la Primera A para la temporada 2015. |              |                  |           |                  |

### Copa Colombia
- Final

| Fecha                                                 | Ciudad | Equipo local    | Resultado | Equipo visitante |
| ----------------------------------------------------- | ------ | --------------- | --------- | ---------------- |
| 5 de noviembre                                        | Ibagué | Deportes Tolima | 2 : 0     | Santa Fe         |
| 12 de noviembre                                       | Bogotá | Santa Fe        | 2 : 1     | Deportes Tolima  |
| Deportes Tolima ganó la copa con marco global de 3:2. |        |                 |           |                  |

| Colombia                              |
| Campeón Deportes Tolima Primer título |

### Superliga de Colombia
| Fecha | Ciudad   | Equipo local      | Resultado | Equipo visitante  |
| --- | -------- | ----------------- | --------- | ----------------- |
| 22 de enero | Cali     | Deportivo Cali    | 2 : 1     | Atlético Nacional |
| 29 de enero | Medellín | Atlético Nacional | 1 : 0     | Deportivo Cali    |
| Deportivo Cali ganó el torneo tras empatar 2:2 en el global y ganar 4:3 en la definición por tiros desde el punto penal. |          |                   |           |                   |

| Colombia                             |
| Campeón Deportivo Cali Primer título |

## Torneos internacionales

### Copa Libertadores de América
| Equipo            | Fase final             | Pts. | PJ | PG | PE | PP | GF | GC | DG | Rend.  |
| ----------------- | ---------------------- | ---- | -- | -- | -- | -- | -- | -- | -- | ------ |
| Deportivo Cali    | Segunda fase (Grupo 3) | 7    | 6  | 2  | 1  | 3  | 6  | 8  | -2 | 38,9 % |
| Santa Fe          | Segunda fase (Grupo 4) | 8    | 8  | 2  | 2  | 4  | 12 | 13 | -1 | 33,3 % |
| Atlético Nacional | Cuartos de final       | 14   | 10 | 4  | 2  | 4  | 9  | 12 | -3 | 46,7 % |

### Copa Sudamericana
| Equipo            | Fase final   | Pts. | PJ | PG | PE | PP | GF | GC | DG | Rend.  |
| ----------------- | ------------ | ---- | -- | -- | -- | -- | -- | -- | -- | ------ |
| Millonarios       | Primera fase | 1    | 2  | 0  | 1  | 1  | 3  | 4  | -1 | 16,7 % |
| Águilas Doradas   | Primera fase | 1    | 2  | 0  | 1  | 1  | 2  | 3  | -1 | 16,7 % |
| Deportivo Cali    | Segunda fase | 5    | 4  | 1  | 2  | 1  | 5  | 3  | 2  | 41,7 % |
| Atlético Nacional | Subcampeón   | 21   | 12 | 6  | 3  | 3  | 12 | 10 | 2  | 58,3 % |

#### Final
| Fecha                                                                               | Ciudad       | Equipo local      | Resultado | Equipo visitante  |
| ----------------------------------------------------------------------------------- | ------------ | ----------------- | --------- | ----------------- |
| 3 de diciembre                                                                      | Medellín     | Atlético Nacional | 1 : 1     | River Plate       |
| 10 de diciembre                                                                     | Buenos Aires | River Plate       | 2 : 0     | Atlético Nacional |
| Atlético Nacional quedó subcampeón del torneo tras caer 3:1 en el resultado global. |              |                   |           |                   |

### Copa Libertadores de América Femenina
| Equipo         | Fase final | Pts. | PJ | PG | PE | PP | GF | GC | DG | Rend.  |
| -------------- | ---------- | ---- | -- | -- | -- | -- | -- | -- | -- | ------ |
| Formas Íntimas | 4° lugar   | 8    | 5  | 2  | 2  | 1  | 9  | 4  | 5  | 53,3 % |

## Selección nacional masculina

### Mayores

#### Copa Mundial de Fútbol
| Equipo             | Pts. | PJ | PG | PE | PP | GF | GC | DG | Rend. |
| ------------------ | ---- | -- | -- | -- | -- | -- | -- | -- | ----- |
| Selección nacional | 12   | 5  | 4  | 0  | 1  | 12 | 4  | 8  | 80%   |

- Resultado final: Eliminado en Cuartos de final.

Grupo C
| Equipo          | Pts. | PJ | PG | PE | PP | GF | GC | Dif. |
| --------------- | ---- | -- | -- | -- | -- | -- | -- | ---- |
| Colombia        | 9    | 3  | 3  | 0  | 0  | 9  | 2  | 7    |
| Grecia          | 4    | 3  | 1  | 1  | 1  | 2  | 4  | -2   |
| Costa de Marfil | 3    | 3  | 1  | 0  | 2  | 4  | 5  | -1   |
| Japón           | 1    | 3  | 0  | 1  | 2  | 2  | 6  | -4   |

| 14 de junio de 2014, 13:00 (UTC-3) | Colombia                                    | 3:0 (1:0) | Grecia | Estadio «Mineirão», Belo Horizonte                     |                                                        |
|                                    | Armero 5' · Gutiérrez 58' · Rodríguez 90+3' | Reporte   |        | Asistencia: 57174 espectadores Árbitro(s): Mark Geiger | Asistencia: 57174 espectadores Árbitro(s): Mark Geiger |

| 19 de junio de 2014, 13:00 (UTC-3) | Colombia                     | 2:1 (0:0) | Costa de Marfil | Estadio Mané Garrincha, Brasília                        |                                                         |
|                                    | Rodríguez 64' · Quintero 70' | Reporte   | Gervinho 73'    | Asistencia: 68 748 espectadores Árbitro(s): Howard Webb | Asistencia: 68 748 espectadores Árbitro(s): Howard Webb |

| 24 de junio de 2014, 16:00 (UTC-4) | Japón         | 1:4 (1:1) | Colombia                                               | Estadio «Verdão», Cuiabá  |                           |
|                                    | Okazaki 45+1' | Reporte   | Cuadrado 17' (pen.) · Martínez 55' 82' · Rodríguez 90' | Árbitro(s): Pedro Proença | Árbitro(s): Pedro Proença |

Octavos de final
| 28 de junio de 2014, 17:00 (UTC-3)        | Colombia          | 2:0 (1:0) | Uruguay | Estadio «Maracanã», Río de Janeiro                        |                                                           |
|                                           | Rodríguez 28' 50' | Reporte   |         | Asistencia: 73 804 espectadores Árbitro(s): Björn Kuipers | Asistencia: 73 804 espectadores Árbitro(s): Björn Kuipers |
| Primera clasificación a Cuartos de final. |                   |           |         |                                                           |                                                           |

Cuartos de final
| 4 de julio de 2014, 17:00 (UTC-3) | Brasil                    | 2:1 (1:0) | Colombia             | Estadio «Castelão», Fortaleza       |                                     |
|                                   | Silva 7' · David Luiz 69' | Reporte   | Rodríguez 80' (pen.) | Árbitro(s): Carlos Velasco Carballo | Árbitro(s): Carlos Velasco Carballo |

#### Partidos de la Selección mayor en 2014
| Fecha           | Lugar                                             | Rival           | Marcador | Competencia                    | Goles de Colombia                                                                   |
| --------------- | ------------------------------------------------- | --------------- | -------- | ------------------------------ | ----------------------------------------------------------------------------------- |
| 5 de marzo      | Estadio Cornellà-El Prat Barcelona, España        | Túnez           | 1: 1     | Amistoso                       | 20' (pen.) James Rodríguez                                                          |
| 31 de mayo      | Estadio «Nuevo Gasómetro» Buenos Aires, Argentina | Senegal         | 2: 2     | Amistoso                       | 11' Teófilo Gutiérrez · 44' Carlos Bacca                                            |
| 6 de junio      | Estadio «Nuevo Gasómetro» Buenos Aires, Argentina | Jordania        | 3: 0     | Amistoso                       | 41' (pen.) James Rodríguez · 82' (pen.) Juan Guillermo Cuadrado · 88' Freddy Guarin |
| 14 de junio     | Estadio «Mineirão» Belo Horizonte, Brasil         | Grecia          | 3: 0     | Copa Mundial de Fútbol de 2014 | 5' Pablo Armero · 58' Teófilo Gutiérrez · 90+3' James Rodríguez                     |
| 19 de junio     | Estadio Nacional Mané Garrincha Brasilia, Brasil  | Costa de Marfil | 2: 1     | Copa Mundial de Fútbol de 2014 | 64' James Rodríguez · 70' Juan Fernando Quintero                                    |
| 24 de junio     | Estadio «Verdão» Cuiabá, Brasil                   | Japón           | 4: 1     | Copa Mundial de Fútbol de 2014 | 17' (pen.) Juan Guillermo Cuadrado · 55' 82' Jackson Martínez · 90' James Rodríguez |
| 28 de junio     | Estadio «Maracanã» Río de Janeiro, Brasil         | Uruguay         | 2: 0     | Copa Mundial de Fútbol de 2014 | 28' 50' James Rodríguez                                                             |
| 4 de julio      | Estadio «Castelão» Fortaleza, Brasil              | Brasil          | 1: 2     | Copa Mundial de Fútbol de 2014 | 80' (pen.) James Rodríguez                                                          |
| 5 de septiembre | Sun Life Stadium Miami, Estados Unidos            | Brasil          | 0: 1     | Amistoso                       | Sin goles                                                                           |
| 10 de octubre   | Red Bull Arena Nueva Jersey, Estados Unidos       | El Salvador     | 3: 0     | Amistoso                       | 7' Radamel Falcao García · 48' 51' Carlos Bacca                                     |
| 14 de octubre   | Red Bull Arena Nueva Jersey, Estados Unidos       | Canadá          | 1: 0     | Amistoso                       | 74' James Rodríguez                                                                 |
| 14 de noviembre | Craven Cottage Londres, Inglaterra                | Estados Unidos  | 2: 1     | Amistoso                       | 60' Carlos Bacca · 87' Teófilo Gutiérrez                                            |
| 18 de noviembre | Estadio Stožice Liubliana, Eslovenia              | Eslovenia       | 1: 0     | Amistoso                       | 42' Adrián Ramos                                                                    |

### Sub-20

#### Torneo Esperanzas de Toulon
| Equipo                    | Pt | PJ | PG | PE | PP | GF | GC | DG | Rend.  |
| ------------------------- | -- | -- | -- | -- | -- | -- | -- | -- | ------ |
| Selección nacional sub-20 | 2  | 4  | 0  | 2  | 2  | 3  | 5  | -2 | 16.66% |

Resultado final: Eliminado en primera fase.

### Sub-17

#### Juegos Suramericanos
| Equipo                    | Pts. | PJ | PG | PE | PP | GF | GC | DG | Rend. |
| ------------------------- | ---- | -- | -- | -- | -- | -- | -- | -- | ----- |
| Selección nacional sub-17 | 9    | 4  | 3  | 0  | 1  | 10 | 6  | 4  | 75%   |

- Resultado final: Ganador de la medalla de oro.

| Colombia                                              |
| Ganador de la medalla de oro Colombia Tercera ocasión |

## Selección nacional femenina

### Mayores

#### Copa América Femenina
| Equipo                      | Pts. | PJ | PG | PE | PP | GF | GC | DG | Rend.  |
| --------------------------- | ---- | -- | -- | -- | -- | -- | -- | -- | ------ |
| Selección nacional femenina | 17   | 7  | 5  | 2  | 0  | 12 | 2  | 10 | 80.95% |

- Resultado final: Segundo lugar del torneo.

| |
| Subcampeón Selección femenina de fútbol de Colombia Clasificado a Juegos Panamericanos 2015, Juegos Olímpicos 2016 y Copa Mundial 2015 |

#### Juegos Centroamericanos y del Caribe
| Equipo                      | Pts. | PJ | PG | PE | PP | GF | GC | DG | Rend.  |
| --------------------------- | ---- | -- | -- | -- | -- | -- | -- | -- | ------ |
| Selección nacional femenina | 10   | 5  | 3  | 1  | 1  | 12 | 3  | 9  | 66.67% |

- Resultado final: Ganador de la medalla de plata.

| Colombia                                                |
| Ganador de la medalla de plata Colombia Primera ocasión |

### Sub-20

#### Campeonato Sudamericano Femenino de Fútbol Sub-20
| Equipo                             | Pts. | PJ | PG | PE | PP | GF | GC | DG | Rend.  |
| ---------------------------------- | ---- | -- | -- | -- | -- | -- | -- | -- | ------ |
| Selección nacional femenina sub-20 | 11   | 9  | 3  | 2  | 4  | 9  | 9  | 0  | 40.74% |

- Resultado final: Tercer lugar del torneo.

### Sub-17

#### Juegos Suramericanos
| Equipo                             | Pts. | PJ | PG | PE | PP | GF | GC | DG | Rend.  |
| ---------------------------------- | ---- | -- | -- | -- | -- | -- | -- | -- | ------ |
| Selección nacional femenina sub-17 | 3    | 3  | 1  | 0  | 2  | 3  | 3  | 0  | 33.33% |

- Resultado final: Eliminado en primera fase.

#### Copa Mundial Femenina de Fútbol Sub-17
| Equipo                             | Pts. | PJ | PG | PE | PP | GF | GC | DG | Rend. |
| ---------------------------------- | ---- | -- | -- | -- | -- | -- | -- | -- | ----- |
| Selección nacional femenina sub-17 | 0    | 3  | 0  | 0  | 3  | 2  | 9  | -7 | 0%    |

- Resultado final: Eliminado en primera fase.

Grupo D
| Equipo   | Pts. | PJ | PG | PE | PP | GF | GC | Dif. |
| -------- | ---- | -- | -- | -- | -- | -- | -- | ---- |
| Nigeria  | 9    | 3  | 3  | 0  | 0  | 7  | 2  | 5    |
| México   | 6    | 3  | 2  | 0  | 1  | 8  | 3  | 5    |
| China    | 3    | 3  | 1  | 0  | 2  | 4  | 7  | -3   |
| Colombia | 0    | 3  | 0  | 0  | 3  | 2  | 9  | -7   |

| 16 de marzo de 2014, 14:00 (UTC-6) | México                                               | 4:0 (3:0) | Colombia | Estadio Alejandro Morera Soto, Alajuela                   |                                                           |
|                                    | Salazar 1' · Crowther 4' · González 14' · Huerta 71' | Reporte   |          | Asistencia: 4300 espectadores Árbitro(s): Fusako Kajiyama | Asistencia: 4300 espectadores Árbitro(s): Fusako Kajiyama |

| 19 de marzo de 2014, 20:00 (UTC-6) | Colombia     | 1:2 (1:1) | Nigeria               | Estadio Alejandro Morera Soto, Alajuela               |                                                       |
|                                    | Rodríguez 3' | Reporte   | Bokiri 26' · Kanu 59' | Asistencia: 4629 espectadores Árbitro(s): Mirian Leon | Asistencia: 4629 espectadores Árbitro(s): Mirian Leon |

| 23 de marzo de 2014, 20:00 (UTC-6) | Colombia             | 1:3 (0:0) | China                                            | Estadio Edgardo Baltodano Briceño, Liberia                |                                                           |
|                                    | Andrea Rodríguez 60' | Reporte   | Yuhan Cui 72' · Wang Ying 75' · Yudan Chen 90+1' | Asistencia: 3199 espectadores Árbitro(s): Katalin Kulcsar | Asistencia: 3199 espectadores Árbitro(s): Katalin Kulcsar |